# Carballedo
Carballedo ist eine spanische Gemeinde (Concello) mit 2.044 Einwohnern (Stand: 2024) in der Provinz Lugo der Autonomen Gemeinschaft Galicien.

## Geografie
Carballedo liegt an der südwestlichen Grenze der Provinz Lugo zu den Nachbarprovinzen Pontevedra und Ourense ca. 55 Kilometer südwestlich der Provinzhauptstadt Lugo.
Umgeben wird Carballedo von den sechs Nachbargemeinden:
| Rodeiro (Pontevedra)         | Chantada                                    |        |
| San Cristovo de Cea(Ourense) | Kompassrose, die auf Nachbargemeinden zeigt | Pantón |
|                              | Vilamarín (Ourense) A Peroxa (Ourense)      |        |

Carballedo liegt zwischen der Sierra del Faro im Westen und der Talsperre Los Peares im Osten. Sein überwiegend gebirgiges Gebiet wird von zwei Hauptflüssen bewässert, dem Bubal und dem Miño, die die geografische Grenze zur Gemeinde Pantón markieren.

## Klima
|                        | Jan  | Feb  | Mär  | Apr  | Mai  | Jun  | Jul  | Aug  | Sep  | Okt  | Nov | Dez  |   |      |
| Mittl. Temperatur (°C) | 6,8  | 7    | 9    | 10,7 | 13,3 | 16,7 | 18,5 | 18,9 | 17,2 | 13,8 | 9,4 | 7,4  | ⌀ | 12,4 |
| Mittl. Tagesmax. (°C)  | 10,5 | 11,3 | 13,6 | 15,2 | 17,9 | 21,5 | 23,6 | 24,1 | 22,4 | 18,1 | 13  | 11,3 | ⌀ | 16,9 |
| Mittl. Tagesmin. (°C)  | 3,6  | 3,2  | 4,8  | 6,3  | 8,8  | 12   | 13,8 | 14,1 | 12,7 | 10   | 6,2 | 4,1  | ⌀ | 8,3  |
|                        |      |      |      |      |      |      |      |      |      |      |     |      |   |      |
| Niederschlag (mm)      | 194  | 136  | 140  | 147  | 128  | 67   | 41   | 52   | 93   | 203  | 199 | 193  | Σ | 1593 |
|                        |      |      |      |      |      |      |      |      |      |      |     |      |   |      |
| Sonnenstunden (h/d)    | 3,9  | 5,1  | 6,0  | 7,0  | 7,7  | 8,6  | 8,6  | 8,4  | 7,8  | 6,0  | 4,5 | 4,1  | ⌀ | 6,5  |
|                        |      |      |      |      |      |      |      |      |      |      |     |      |   |      |
| Regentage (d)          | 10   | 8    | 8    | 11   | 10   | 7    | 5    | 5    | 7    | 10   | 11  | 10   | Σ | 102  |
|                        |      |      |      |      |      |      |      |      |      |      |     |      |   |      |
| Luftfeuchtigkeit (%)   | 87   | 82   | 79   | 79   | 78   | 76   | 73   | 72   | 74   | 82   | 85  | 85   | ⌀ | 79,3 |

| 3,6 |

| 3,2 |

| 4,8 |

| 6,3 |

| 8,8 |

| 12 |

| 13,8 |

| 14,1 |

| 12,7 |

| 10 |

| 6,2 |

| 4,1 |

| 3,6 |

| 3,2 |

| 4,8 |

| 6,3 |

| 8,8 |

| 12 |

| 13,8 |

| 14,1 |

| 12,7 |

| 10 |

| 6,2 |

| 4,1 |

Das Klima zeichnet sich durch mäßig warme Sommer und relativ milde Winter aus. Niederschlagsmengen und Anzahl der Regentage pro Monat nehmen in den Monaten Juli und August deutlich ab, die Luftfeuchtigkeit bleibt hingegen das ganze Jahr hindurch hoch.

## Bevölkerungsentwicklung der Gemeinde
Quelle: INE-Archiv – grafische Aufarbeitung für Wikipedia
Nach einem Höhepunkt im Betrachtungszeitraum um 1940 von über 10.000 Einwohnern sank die Zahl der Bevölkerung stetig bis unter 2500. Auffällig ist die Zeitspanne zwischen 1960 und 1970, in der Carballedo fast die Hälfte seiner Einwohner verlor.
| Männer | Alterstufe | Frauen |
| ------ | ---------- | ------ |
| 1      | 100+       | 4      |
| 3      | 95–99      | 19     |
| 36     | 90–94      | 41     |
| 53     | 85–89      | 63     |
| 65     | 80–84      | 77     |
| 76     | 75–79      | 91     |
| 94     | 70–74      | 95     |
| 74     | 65–69      | 106    |
| 101    | 60–64      | 88     |
| 83     | 55–59      | 75     |
| 87     | 50–54      | 68     |
| 65     | 45–49      | 59     |
| 67     | 40–44      | 57     |
| 65     | 35–39      | 61     |
| 47     | 30–34      | 34     |
| 44     | 25–29      | 23     |
| 34     | 20–24      | 27     |
| 23     | 15–19      | 21     |
| 17     | 10–14      | 21     |
| 15     | 5–9        | 13     |
| 15     | 0–4        | 15     |

Am 1. Januar 2021 waren ca. 50 % der Bevölkerung (ca. 55 % der Männer und ca. 45 % der Frauen) im erwerbsfähigen Alter (20–65), während dieser Wert für ganz Spanien ca. 61 % betrug.
Die fortschreitende Überalterung der Bevölkerung der Gemeinde zeigt folgende Tabelle, bei der das Verhältnis von Gruppen von älteren Personen mit Gruppen von Personen der jüngeren Generation verglichen wird:
| Alter | Anzahl Personen | Alter | Anzahl Personen | Provinz | Galicien | Spanien |
| ----- | --------------- | ----- | --------------- | ------- | -------- | ------- |
| 60–64 | 100             | 20–24 | 32              | 49      | 58       | 79      |
| 55–59 | 100             | 15–19 | 28              | 45      | 57       | 71      |
| 50–54 | 100             | 10–14 | 25              | 47      | 56       | 68      |

## Gemeindegliederung
Die Gemeinde Carballedo ist in 24 Parroquias gegliedert:
| Parroquias             | Patrozinium    | Einwohner 2024 | Fläche km² | Dichte Einw./km² | Höhe msnm | Ortskennzahl |
| ---------------------- | -------------- | -------------- | ---------- | ---------------- | --------- | ------------ |
| Aguada                 | Santa Baia     | 233            | 11,60      | 20               | 615       | 27009010000  |
| Buciños                | San Miguel     | 140            | 8,88       | 16               | 623       | 27009060000  |
| Carballedo             | Santa María    | 186            | 12,13      | 15               | 569       | 27009080000  |
| Cartelos               | Santo Estevo   | 56             | 3,20       | 18               | 654       | 27009090000  |
| Castro                 | San Cristovo   | 167            | 6,57       | 25               | 607       | 27009100000  |
| Chouzán                | Santo Estevo   | 21             | 5,58       | 4                | 328       | 27009130000  |
| A Cova                 | San Xoán       | 25             | 7,17       | 3                | 292       | 27009120000  |
| Erbedeiro              | San Pedro      | 12             | 1,33       | 9                | 287       | 27009140000  |
| Furco                  | San Gregorio   | 83             | 10,25      | 8                | 798       | 27009150000  |
| Lobelle                | San Cristovo   | 61             | 4,60       | 13               | 641       | 27009160000  |
| Lousada                | Santiago       | 291            | 3,34       | 87               | 598       | 27009180000  |
| Marzás                 | Santa María    | 34             | 3,55       | 10               | 679       | 27009190000  |
| Milleirós              | San Xoán       | 45             | 3,94       | 11               | 627       | 27009200000  |
| Oleiros                | San Miguel     | 98             | 4,82       | 20               | 565       | 27009210000  |
| Pradeda                | Santiago       | 74             | 3,93       | 19               | 653       | 27009220000  |
| San Mamede de Lousada  | San Mamede     | 64             | 5,94       | 11               | 578       | 27009170000  |
| San Romao de Campos    | San Romao      | 17             | 3,89       | 4                | 630       | 27009070000  |
| San Salvador de Búbal  | San Salvador   | 23             | 2,17       | 11               | 543       | 27009040000  |
| Santa Baia de Búbal    | Santa Baia     | 108            | 7,68       | 14               | 587       | 27009050000  |
| Santa Cristina de Asma | Santa Cristina | 63             | 4,04       | 16               | 678       | 27009020000  |
| Santa Mariña do Castro | Santa Mariña   | 73             | 3,40       | 21               | 641       | 27009110000  |
| Temes                  | Santa María    | 27             | 3,03       | 9                | 442       | 27009230000  |
| Veascós                | Santa Mariña   | 82             | 10,63      | 8                | 623       | 27009030000  |
| Vilaquinte             | Santa María    | 97             | 7,19       | 13               | 576       | 27009240000  |

Der Sitz der Gemeinde befindet sich im Ort A Barrela der Parroquia Carballedo.

## Geschichte
Die Gründung der Gemeinde geht auf das Jahr 1840 zurück. Was die älteste Geschichte betrifft, beherbergt Carballedo eines der ersten Zeugnisse des Christentums in Galicien. In einer kleinen Kirche in der Perroquia Temes wurde ein Sarkophag aus dem vierten Jahrhundert gefunden, der von einem römisch-galicischen Gutsbesitzer in einer Werkstatt in Rom in Auftrag gegeben wurde.

## Sehenswürdigkeiten

### Profanbauwerke
In der gesamten Gemeinde von Carballedo gibt es Pazos und Casas Grandes, die immer noch Wappen und alte Türme aufweisen, die alle charakteristische Elemente von Herrenhäusern sind. Das verwendete Material war Granit, der von galicischen Meistern mit großem Geschick und Wissen bearbeitet wurde.
- Herrenhaus von Cartelos

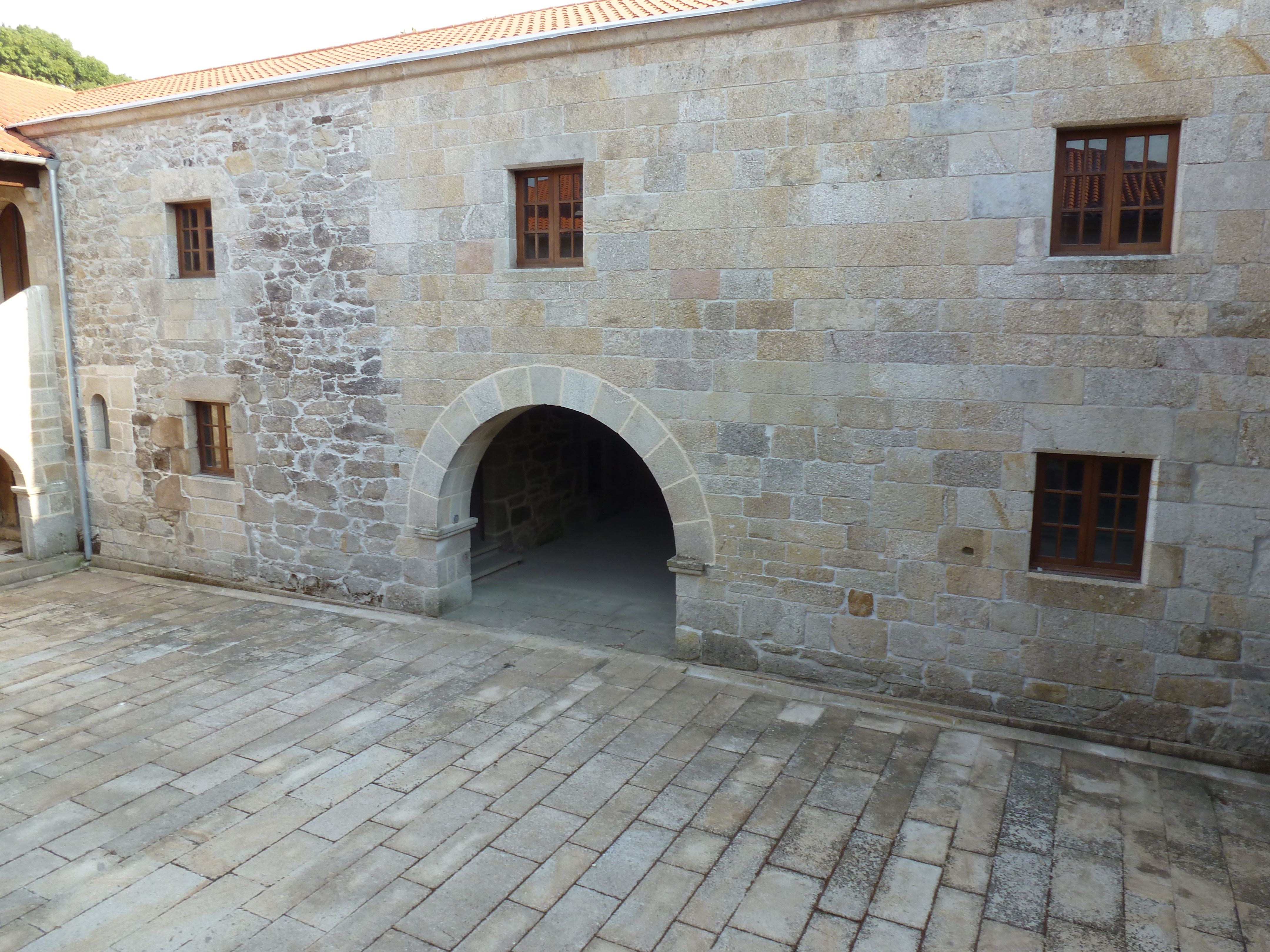
Herrenhaus von Cartelos

Im Inneren bewahrt es antike Möbel, eine Kapelle in perfektem Zustand und ein Wappen an Granitwänden, die mit ihm zusammen eine stattliche Atmosphäre verleihen.
Auf dem Grundstück gibt es eine Eiche, die vielleicht die älteste der Welt ist. Ihr genaues Alter ist unbekannt, aber eine wichtige Tatsache ist, dass einer ihrer Äste, der 1984 vom Zyklon Hortensia niedergerissen wurde, 800 Jahre alt war. Mit einem Umfang von 1,5 Metern, einer Höhe von 34 Metern ist sein unmittelbarer Konkurrent eine 930 Jahre alte Schweizer Eiche.
- Casa Grande de Buciños

Sie stammt aus dem 18. Jahrhundert und gehörte der Familie Ribadeneira, in der der Bischof von Valladolid, Don José Antonio Ribadeneira, geboren wurde. Sie  hat ein Wappen an der Eingangstür, einen großen Kamin, einen Glockenturm zwischen zwei Schornsteinen und eine Kapelle mit einem Wappen auf dem Sturz der Tür.
- Casa Grande de Castrelo

Sie stammt aus dem 18. Jahrhundert und befindet sich neben dem Fluss Fondós in der Parroquia Castro. Es wird die Geschichte erzählt, dass sie in den siebziger Jahren bei der Renovierung des Eingangs eine Tasche mit Goldmünzen gefunden haben, die etwa aus dem fünfzehnten Jahrhundert stammen. Das Gebäude ist derzeit nicht in sehr gutem Zustand.
- Casa Grande da Rica

Sie stammt aus dem 18. Jahrhundert und befindet sich in der Parroquia Veascós. Das Highlight des Hauses ist das Wappen im Inneren. Der Legende nach gelang es jedem, der vom Gesetz verfolgt wurde, zu diesem Haus zu gelangen und dreimal an den Türknauf in Form einer riesigen Eidechse zu klopfen und der Besitzer öffnete es rechtzeitig. Der Flüchtling war für immer geschützt, aber er musste als Diener im Hause bleiben. Reste mittelalterlicher Türme sind ebenfalls erhalten, die bei den Irmandinischen Revolte zerstört wurden.
- Casa de Cima de Vila

Es befindet sich im Dorf Cima de Vila der Parroquia San Salvador do Búbal. Es handelt sich um ein Haus mit rechteckiger Struktur mit Innenhof, das einen Teil der ursprünglichen Anlage bewahrt. Es hat zwei Wachhäuschen aus Granit, eines neben dem Eingang und das andere hinten. Auf der Vorderseite des Eingangs zum Innenhof zeigt sich ein Wappen aus Stein mit Helm und Vierung. Die Felder zeigen einen Hund, der mit einem Ball spielt, ein Burg mit drei Wehr- und Wohntürmen und einem gekrönten Adler, einem Kreuz aus Jakobsmuscheln und schließlich einem Tau mit drei Balken, letzteres ist das Emblem des Vasco de Temes. In einem nahe gelegenen Gebäude ist ein kleines Wappen mit einem Kelch und der Hostie erhalten.
- Casa de Adegas

Es handelt sich um ein Landgut aus dem 17. Jahrhundert, auch als Casa de Lousada bekannt. Es befindet sich im Dorf Adegas in der Parroquia San Pedro de Erbedeiro. An der Haupttür, die den Zugang zum Pfad ermöglicht, öffnet sich ein halbkreisförmiger Bogen, der von einem Granitwappen gekrönt sind, der geviert eine Burg, eine weitere Burg mit Adler, einen Baum mit einem Adler und eine Platte auf zwei Eidechsen, das Emblem der Lousada darstellt.
- Casa da Torre de Vilaquinte

Der bekannte Turm von Vilaquinte befand sich in der Gemeinde Vilaquinte. 1873 erbten die Eigentümer des Hauses O Souto, ebenfalls in Vilaquinte gelegen, den Turm und verwendeten den Stein, um die Kapelle und den neuen Teil des Hauses zu bauen. Eine Gravur auf dem Sturz der Eingangstür des Hauses dokumentiert diesen Umbau. An der Stelle von A Torre befindet sich ein Haus, das Teil des gesamten Turms war und in dem zwei in die Mauer eingebettete Wappensteine, ein Sturz mit unleserlicher Inschrift und einen menschlichen Kopf erhalten sind, die früher in der Traufe über dem Haupteingang angebracht.

### Sakralbauwerke
- Klosterkirche von Chouzán

Laut Pater Yepes ist die Existenz des Klosters im 9. Jahrhundert dokumentiert, als ein Ritter namens Flaminio und seine Frau Remisilia dem Abt und den Mönchen, die im Kloster lebten und dessen Titel St. Stephan war, den als Chuzan bekannten Ort schenkten. Sie wurde im 12. Jahrhundert im romanischen Stil erbaut. Im gleichen Jahrhundert schenkte König Alfons VII. es dem Kloster Santa María de Oseira, von dem es abhängig wurde, damit es von Nonnen bewohnt werden konnte. Später unterstand es dem Bistum Lugo. Nach den von den katholischen Königen angeregten Ordensreformen wurde das Kloster Chouzán in das Kloster San Paio de Ante-Altares eingegliedert und später in eine Pfarrkirche umgewandelt. 1950 wurde es als Bien de Interés Cultural eingetragen und musste wie die Kirche in Cova wegen des Baus des Los Peares-Stausees Stein für Stein an seinen heutigen Standort versetzt werden.

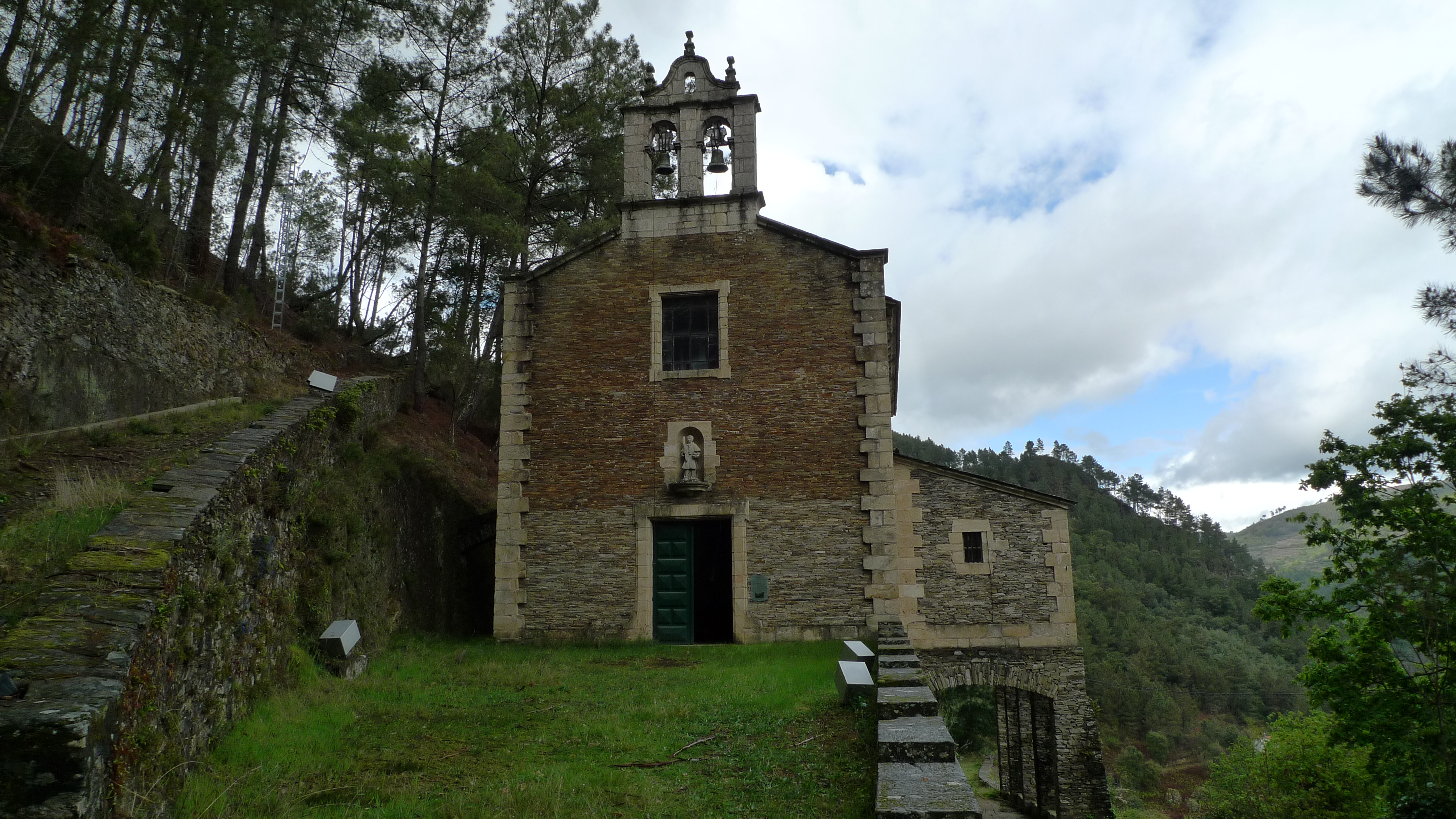
Klosterkirche Santo Estevo de Chouzán
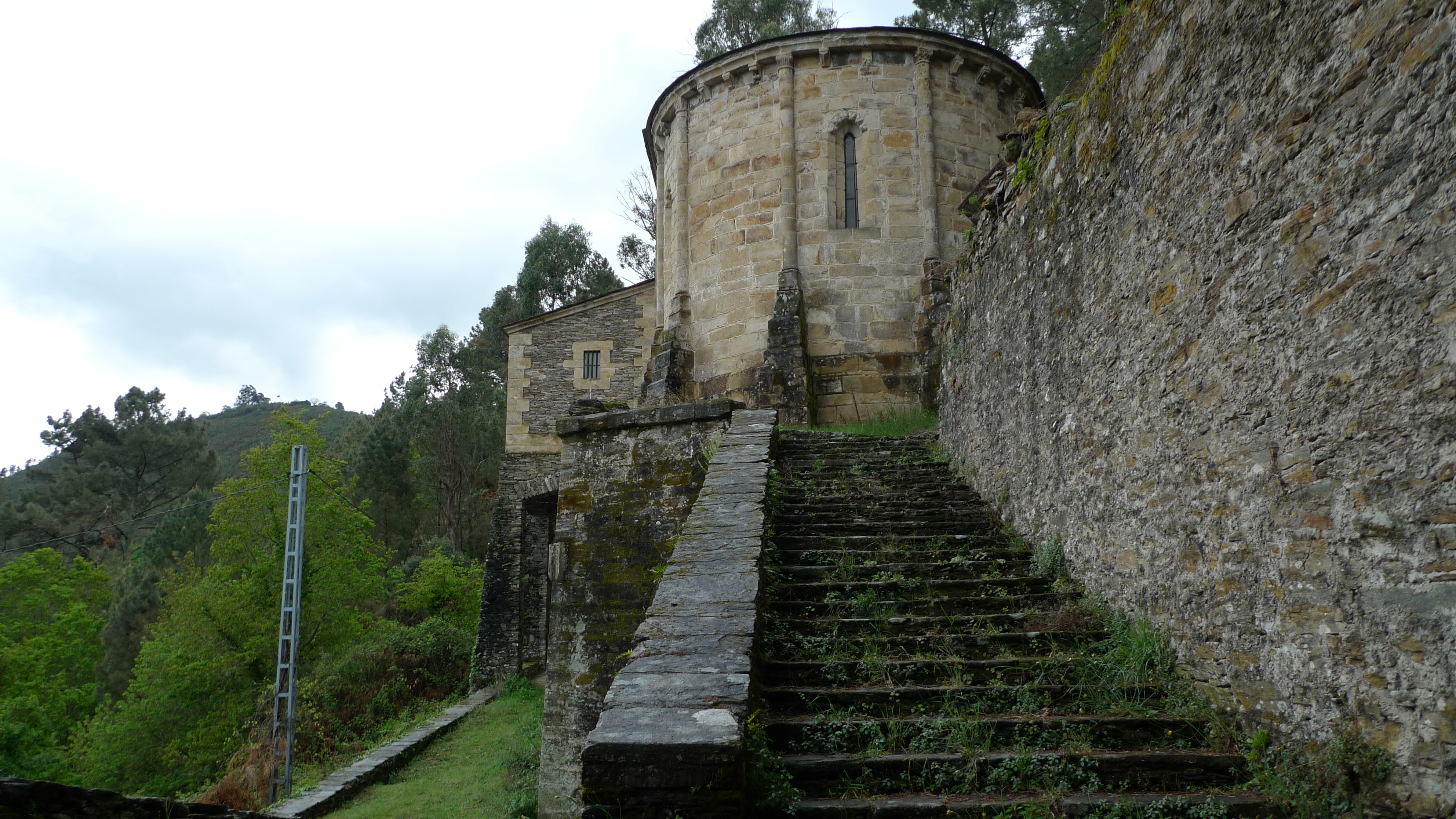
Apsis

- Klosterkirche San Xoan da Cova

Die ersten Dokumente des Klosters San Xoan de Cova stammen aus dem Jahr 1362. Es gibt keine früheren Informationen, die auf das Gründungsjahr hinweisen. Es ist bekannt, dass es ein kleines Kloster mit Familientradition war wie es im weiblichen Zweig des Benediktinerordens in Galicien sehr verbreitet war. Im Fall dieses Klosters gibt es Beweise für Auseinandersetzungen und formelle Beschwerden gegen den Marquis von Astorga, der beabsichtigte, sich das Eigentum von San Xoan anzueignen, und zu diesen Problemen kam es zur Aufgabe des Gehorsams gegenüber der Herrschaft. Das Leben der Nonnen war entspannt und sie hielten sich kaum an Zölibat oder Abgeschiedenheit. Die Äbtissinnen wurden von der eigenen Familie des Klosters ernannt, fast nie vom Orden. Sie reagierten damit auf wirtschaftliche Interessen, die sich oft in der Plünderung beweglichen Eigentums und einer Lebensweise niederschlugen, die im späten 15. Jahrhundert zu einem echten Problem wurde. Dies begünstigte die Reform des Benediktinerordens. Die Äbtissin weigerte sich jedoch, die Leitung des Klosters abzugeben, getragen von den Interessen des Adels, der weder sein Einkommen noch seinen Einfluss verlieren wollte. Um diesem Widerstand entgegenzuwirken, schickten die katholischen Könige im Jahr 1500 königliche Urkunden an die galicischen Bischöfe, dass sie die Reform nicht behindern sollten. Diese Urkunden beinhalteten ausdrücklich den Fall von San Xoan de Coba mit der Versetzung der Nonnen in das Kloster San Pelayo de Antealtares in Santiago de Compostela. Die Äbtissin stellte sich immer noch den Befehlen der Könige entgegen, indem sie eine Beschwerde beim Papst in Rom einreichte, aber aufgrund der mangelnden Reaktion und der Stärke und Beharrlichkeit der Reformer trat sie schließlich von ihrer Position zurück und verließ mit den Nonnen das Kloster. Die Kirche blieb stehen und wurde 1952 zum Kulturgut erklärt, wodurch ihr Abriss während des Baus des Peares-Stausees verhindert wurde. Schließlich wurde es Stein für Stein an einen neuen Standort innerhalb der Gemeinde Carballedo verlegt.

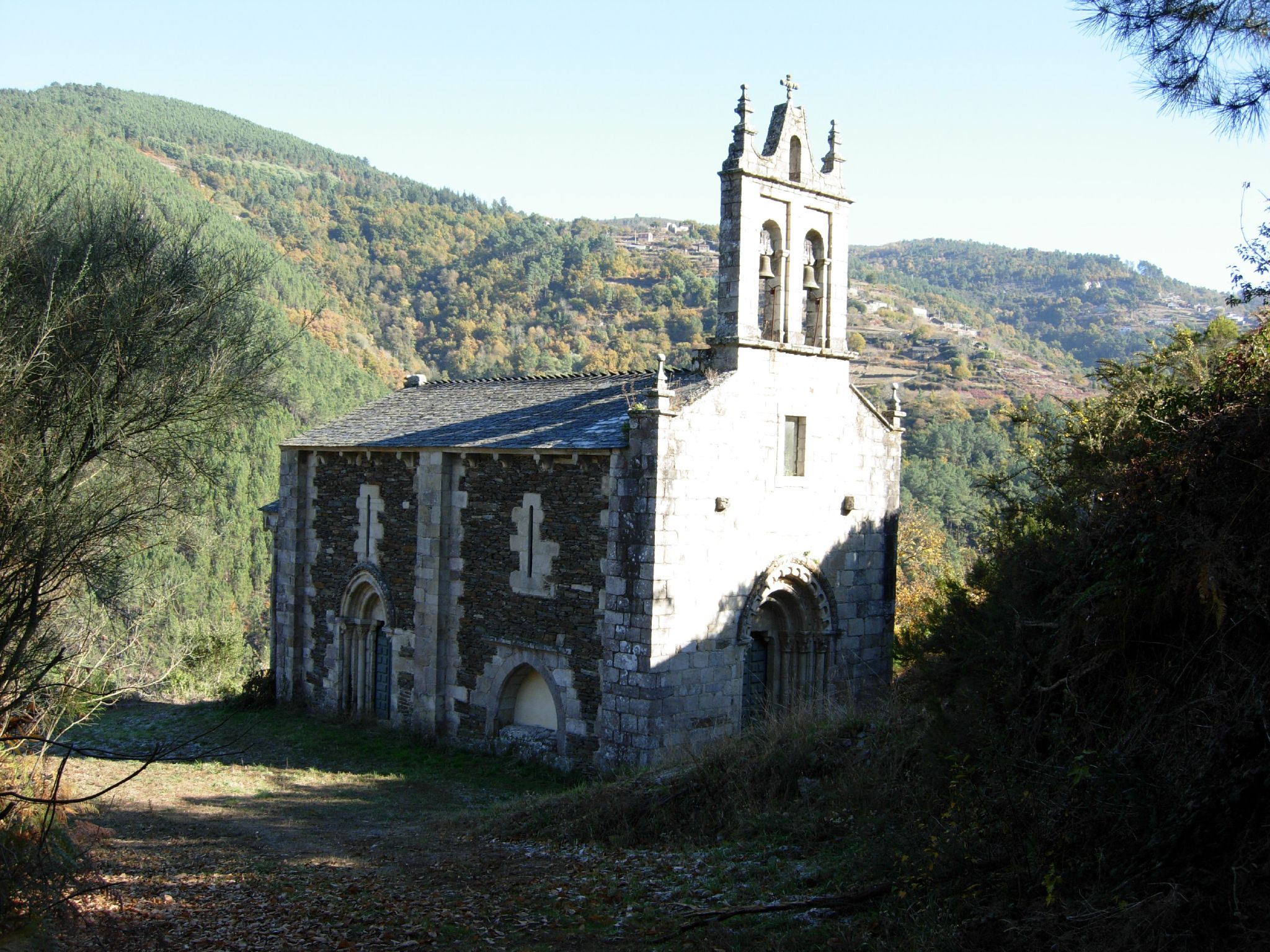
Klosterkirche San Xoan da Cova
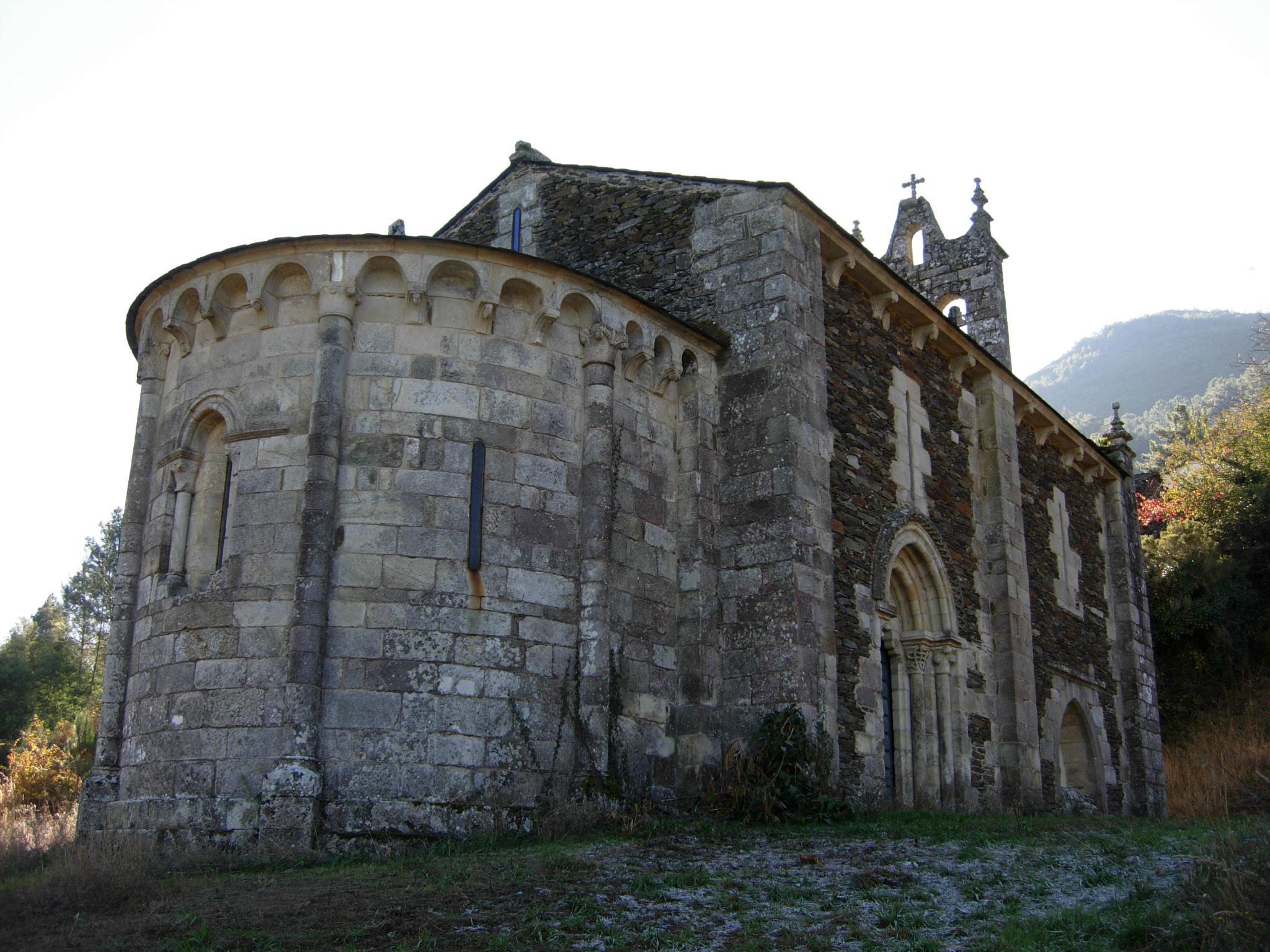
Apsis
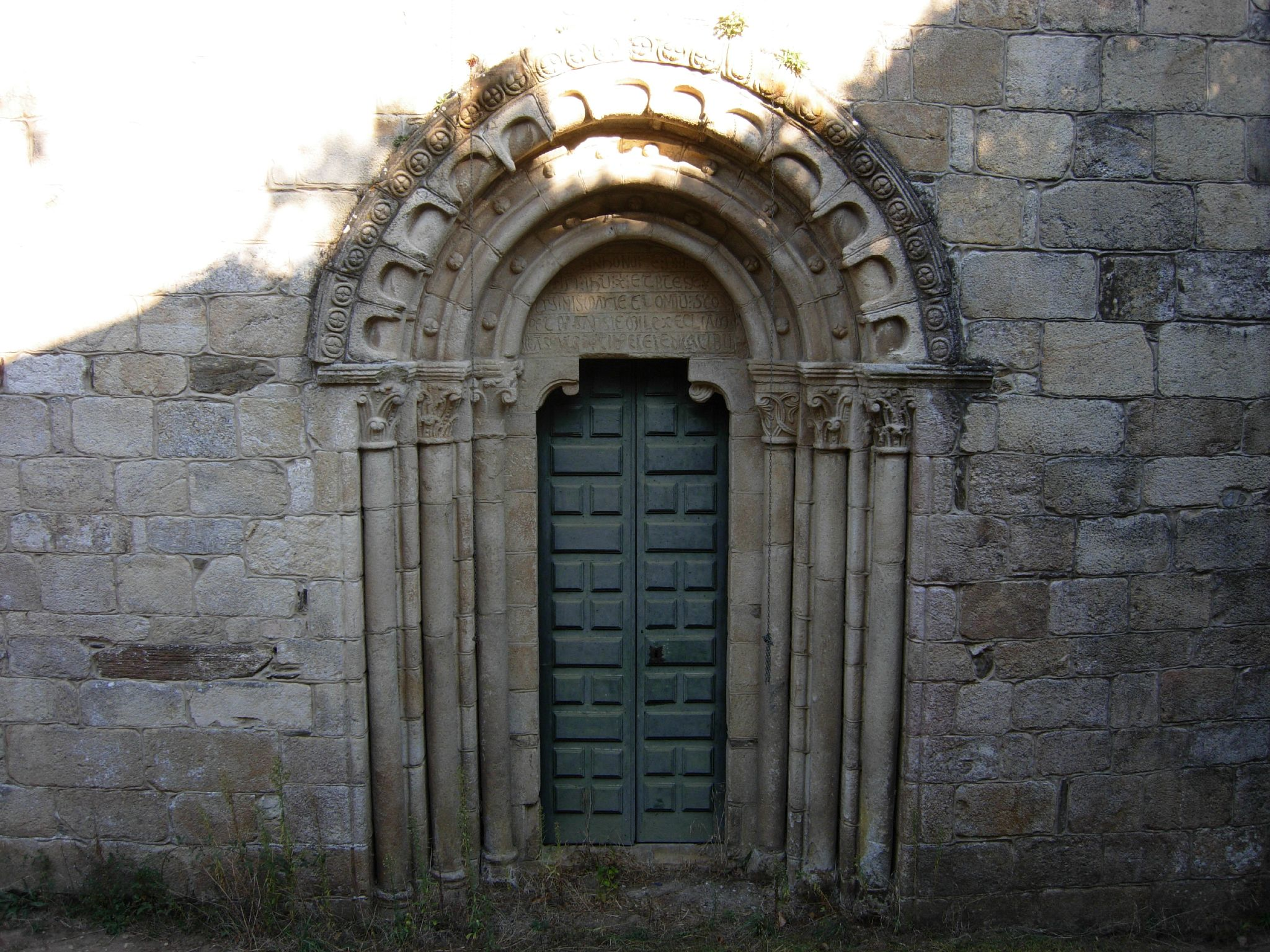
Eingangsportal
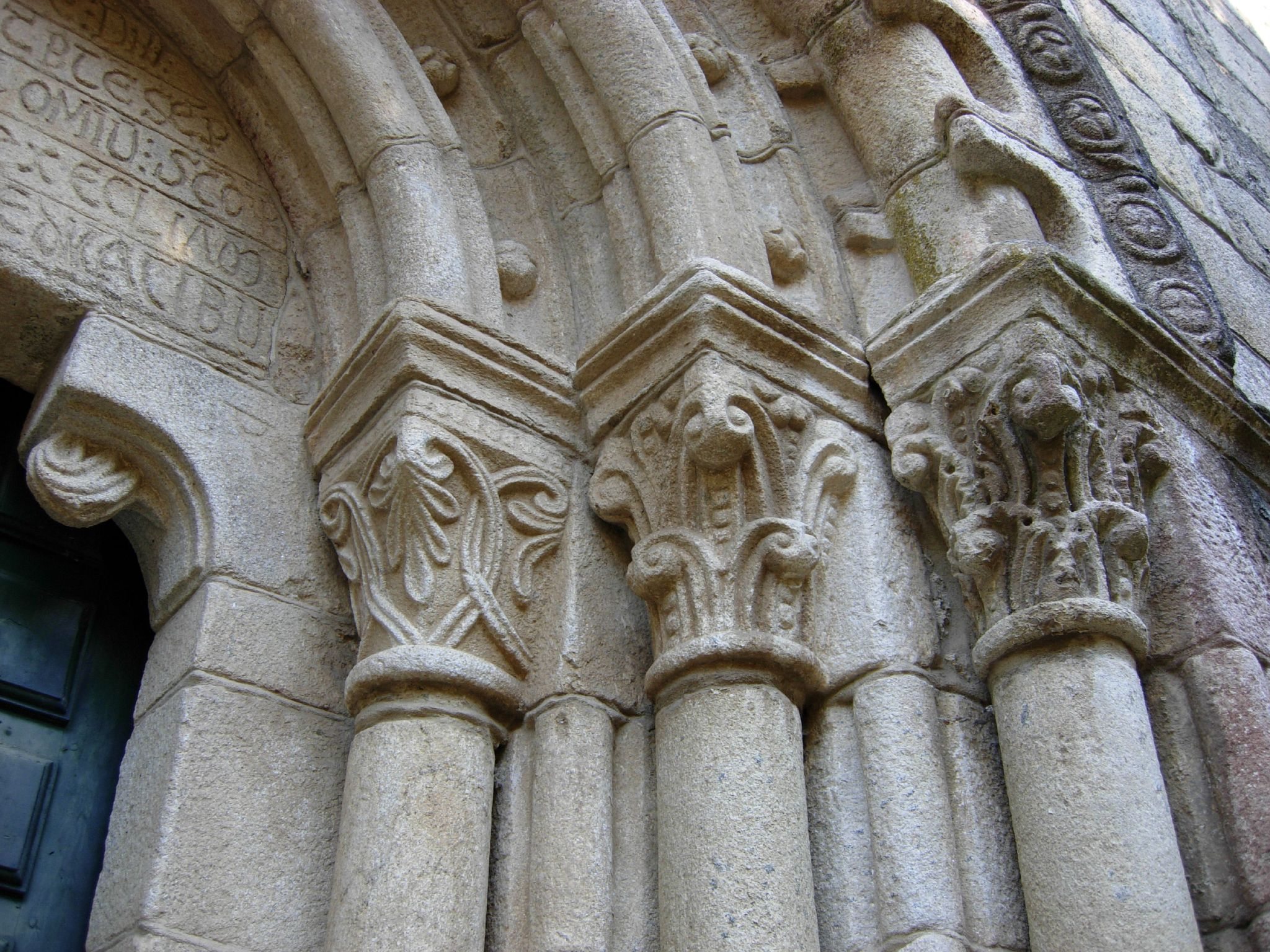
Säulenkapitelle des Eingangsportals
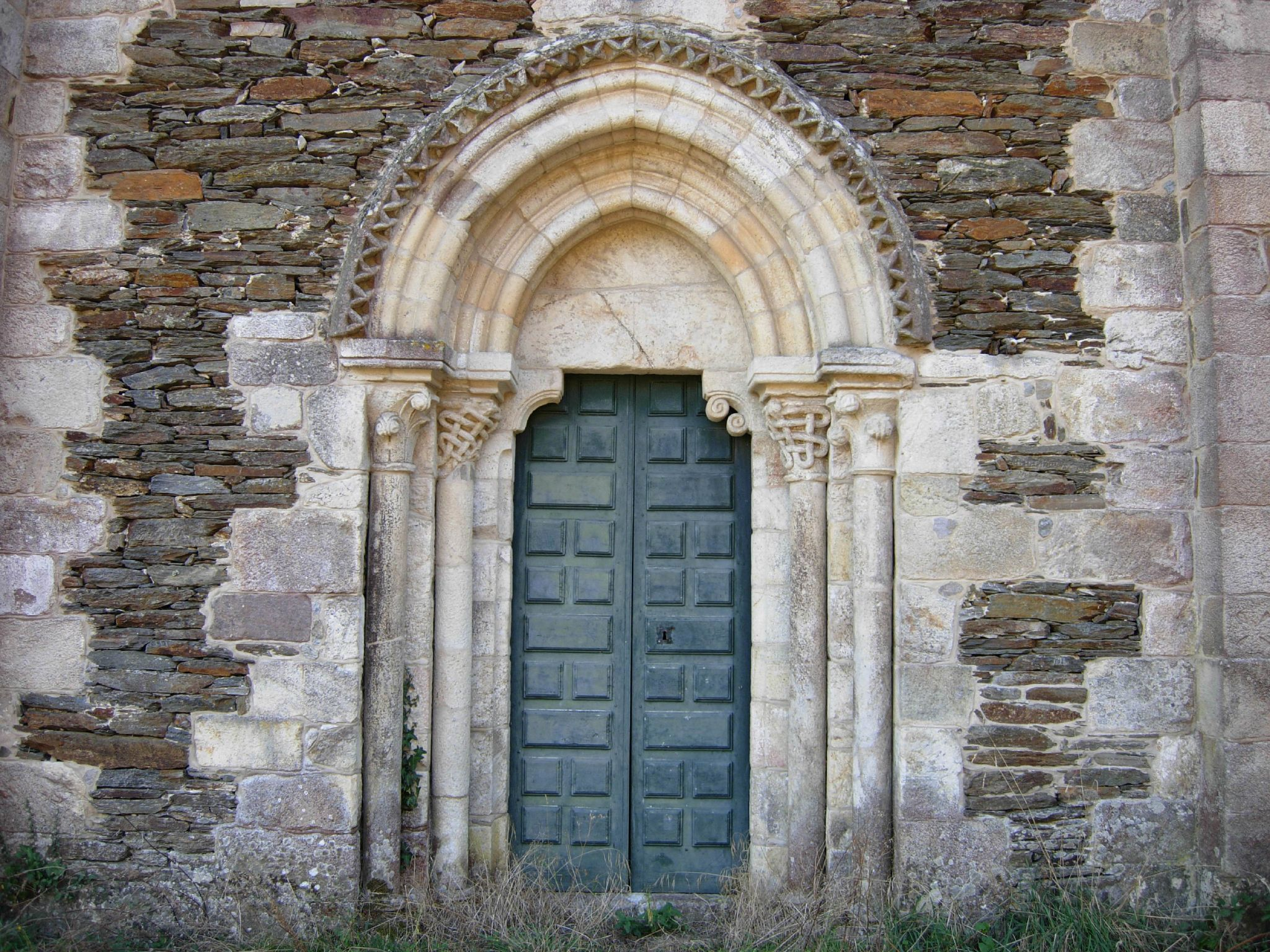
Nordeingang
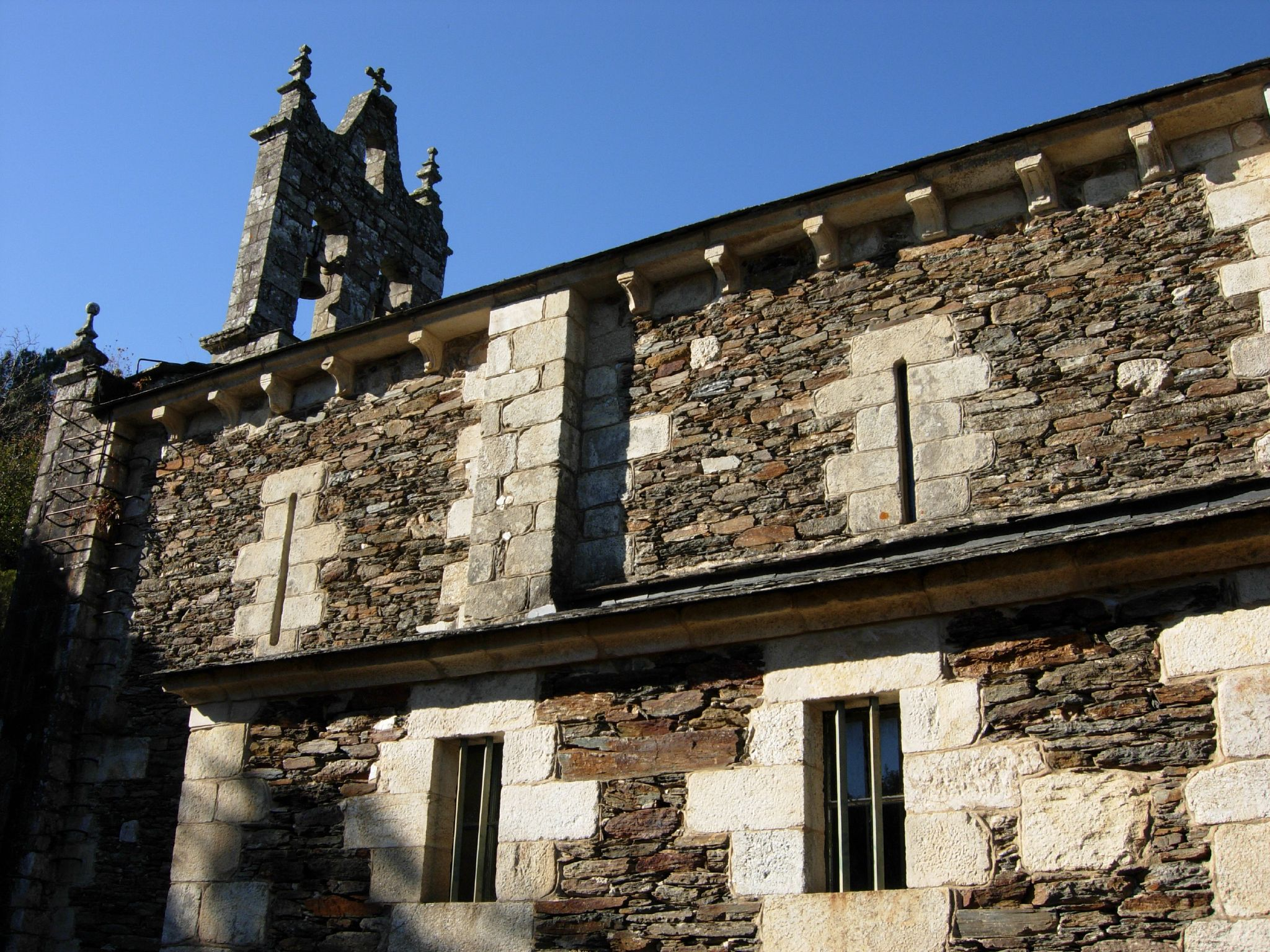
Südwand mit der Sakristei im Vordergrund

- Pfarrkirche San Miguel de Buciños

Die Pfarrkirche der Parroquia Buciños stammt aus dem Ende des 18. und Anfang des 19. Jahrhunderts. In seinem Inneren ruht die Asche von San Pegerto, der im Februar 1823 in den Katakomben von San Callisto in Rom gefunden wurde, einem Heiligen, der vom Bischof von Valladolid aus Rom gebracht wurde, zusammen mit einem Becher Blut und dem steinernen Grabstein aus Stein von seinem früheren Grab. Am 9. September wird das Fest des besagten Märtyrers gefeiert, der von vielen Menschen aus ganz Galicien verehrt wird.

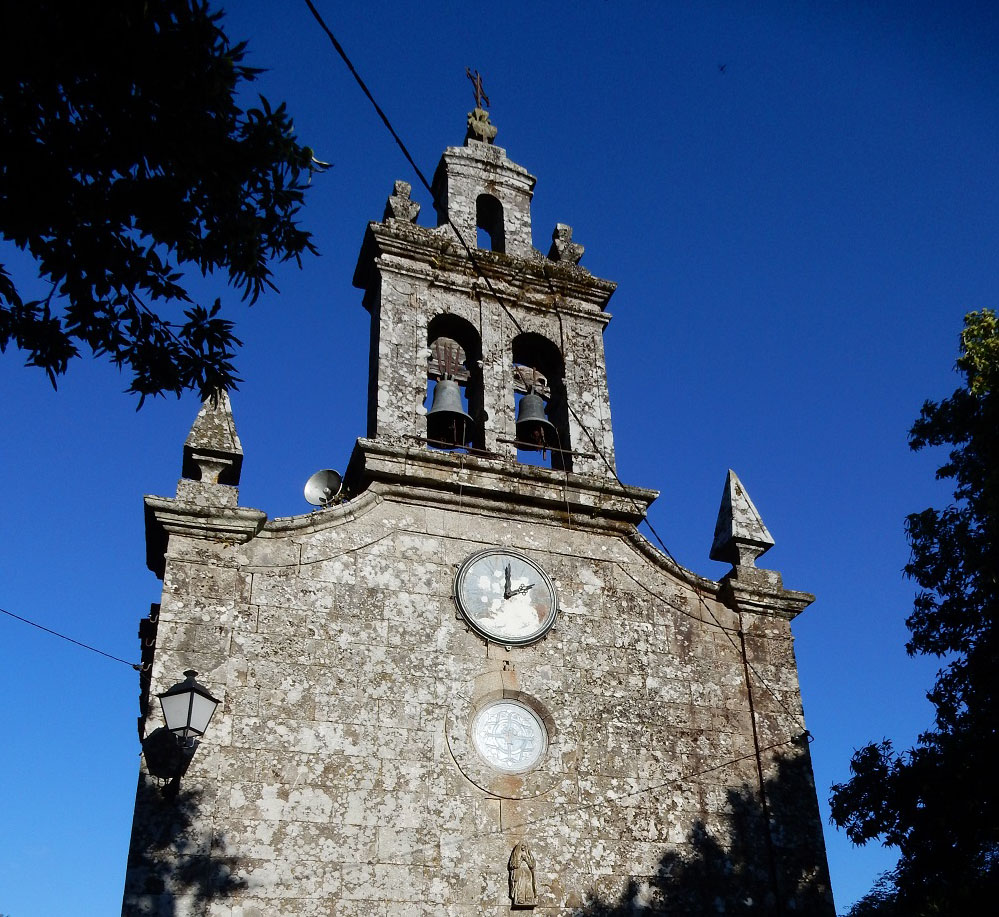
Pfarrkirche San Miguel de Buciños
Innenraum

- Pfarrkirche Santiago de Lousada

Sie wurde im späten zwölften Jahrhundert im romanischen Stil erbaut. Im Testament von Vasco Pérez de Temes wird das Kloster in Santiago de Losada erwähnt. Eine solche Urkunde ist auf das Jahr 1333 datiert, mehr ist dennoch über das erwähnte Kloster nicht bekannt. Im Inneren an der Südwand des Kirchenschiffs, ganz in der Nähe des Hauptportals, befindet sich die Grabstätte mit den sterblichen Überresten von Vasco Pérez de Temes.

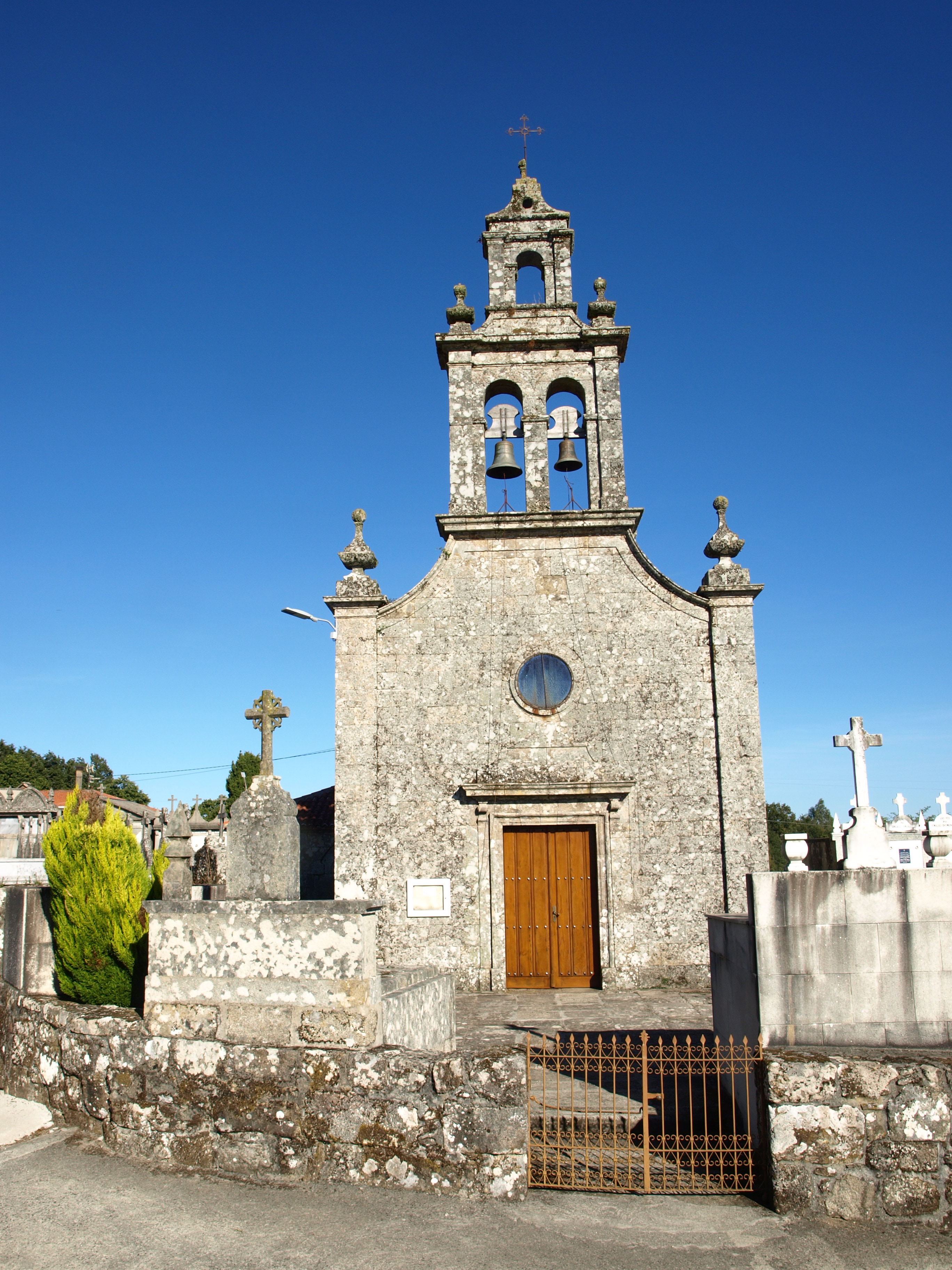
Pfarrkirche Santiago de Lousada
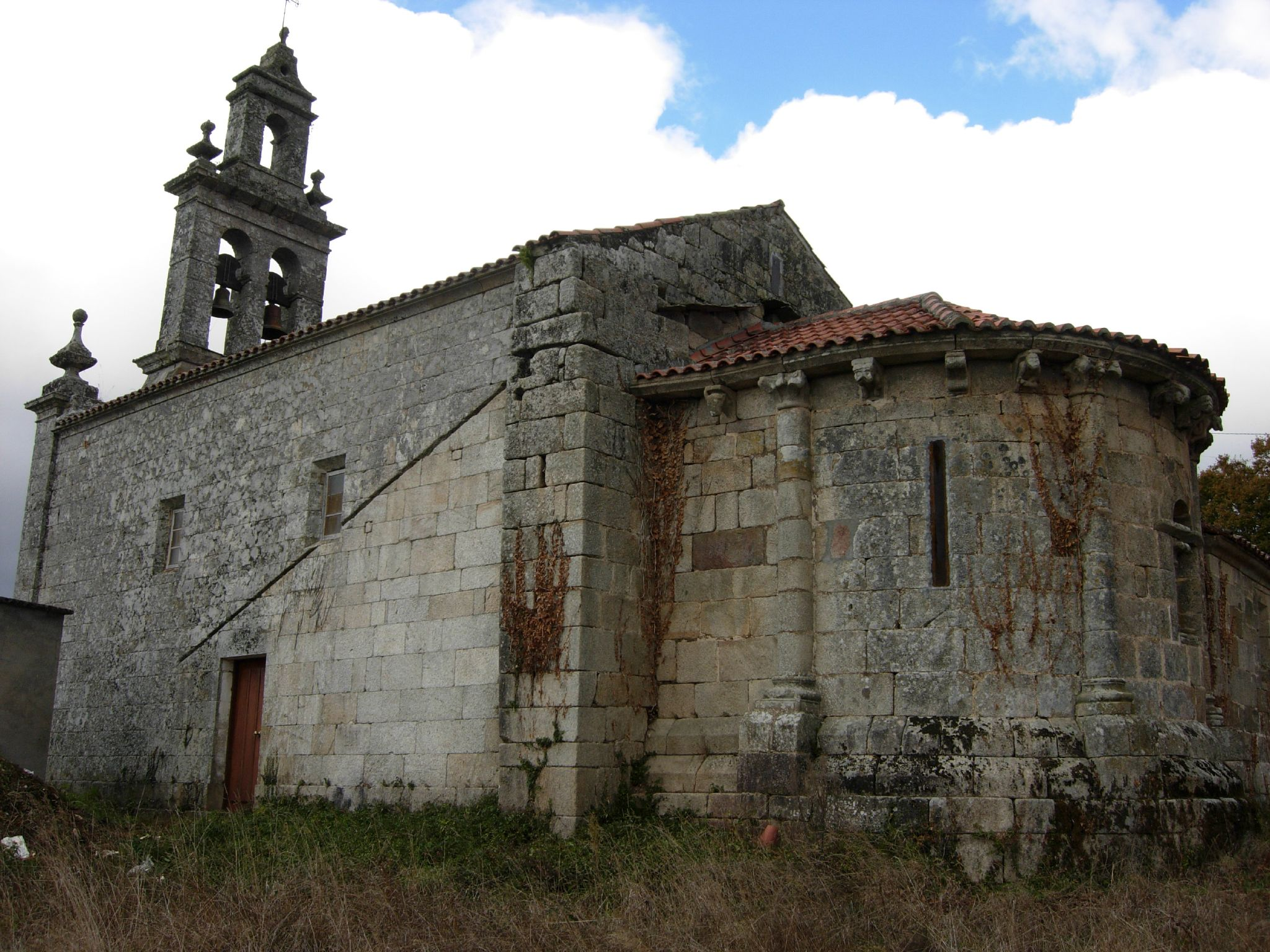
Südwand und Apsis
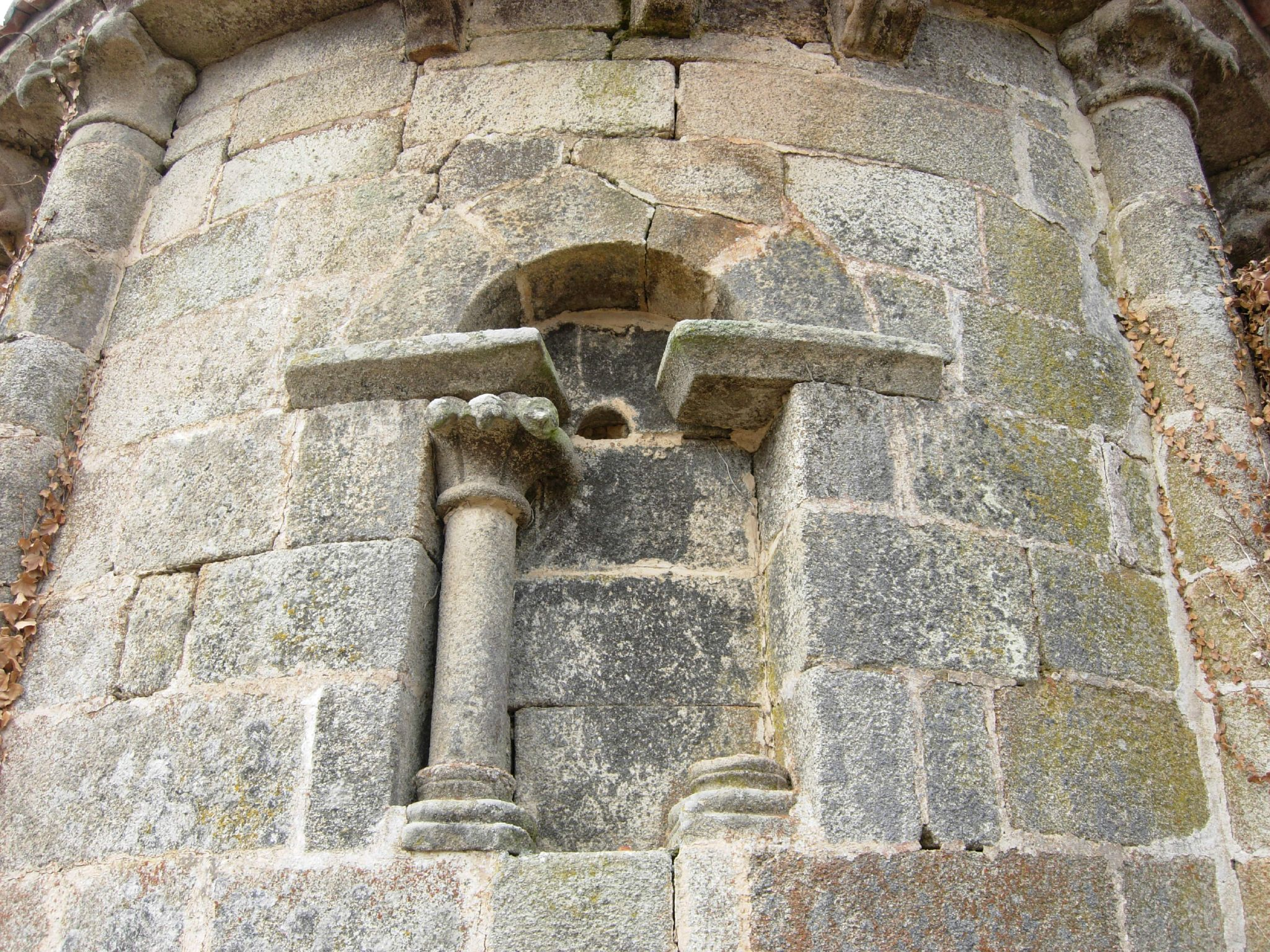
Zugemauertes Fenster in der Apsis
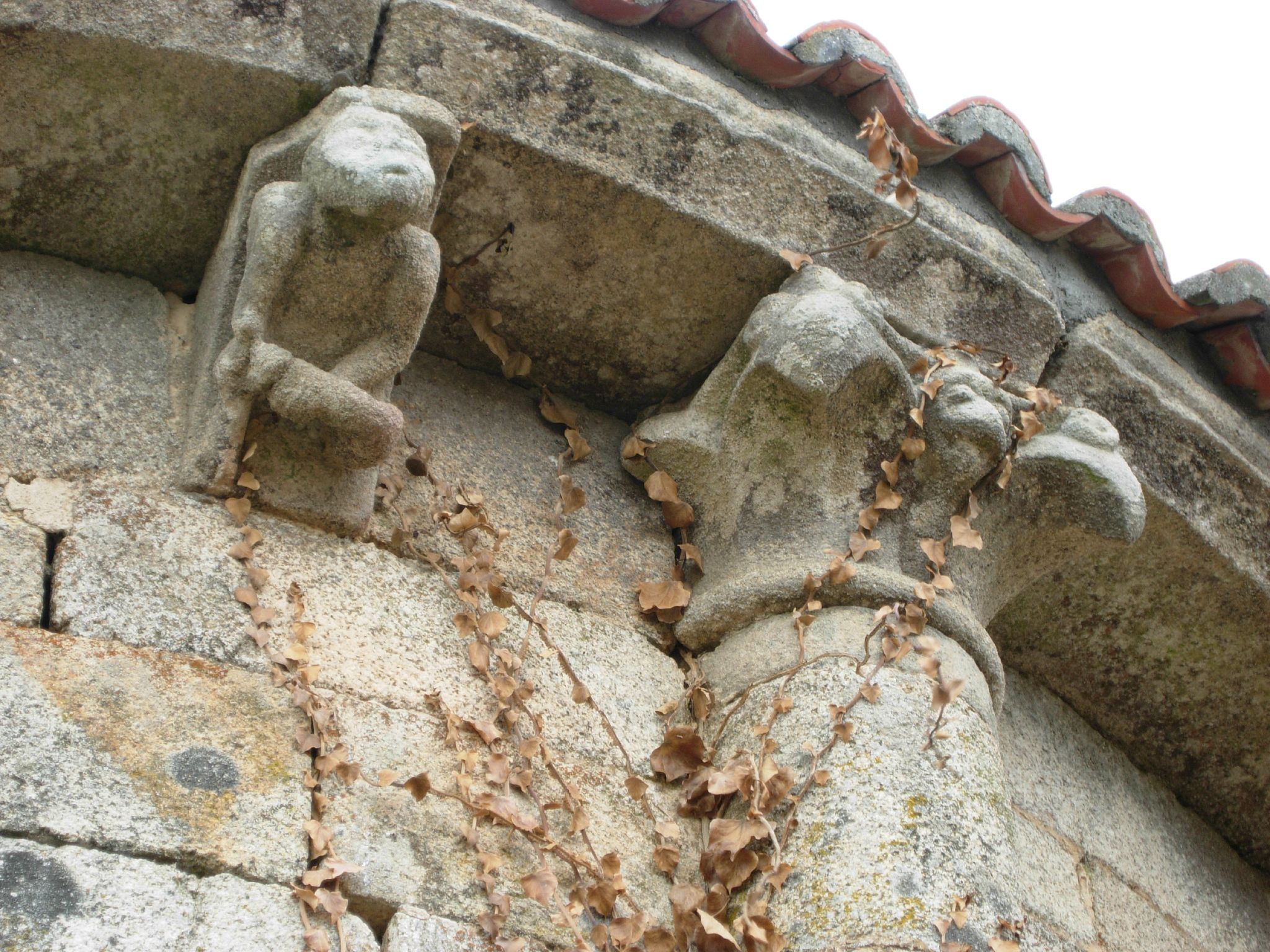
Fries und Kapitell an der Apsisaußenseite

- Pfarrkirche Santa Eulalia

Sie befindet sich in der Parroquia Aguada. Die Kirche stammt aus dem frühen 13. Jahrhundert und ist mit Ausnahme der Fassade und der Sakristei im romanischen Stil gehalten. Der Südeingang hat einen Spitzbogen, dessen Rand in einem Kranz liegt. Die Archivolte ruht auf einem Paar gebogener Säulen mit glatten Schäften und Kapitellen, auf denen zwei Vögel zu sehen sind. Sie hat glatte [[Konsole (Bauwesen) <Konsolen]], die mit zwei Winkeln abgeschlossen sind.

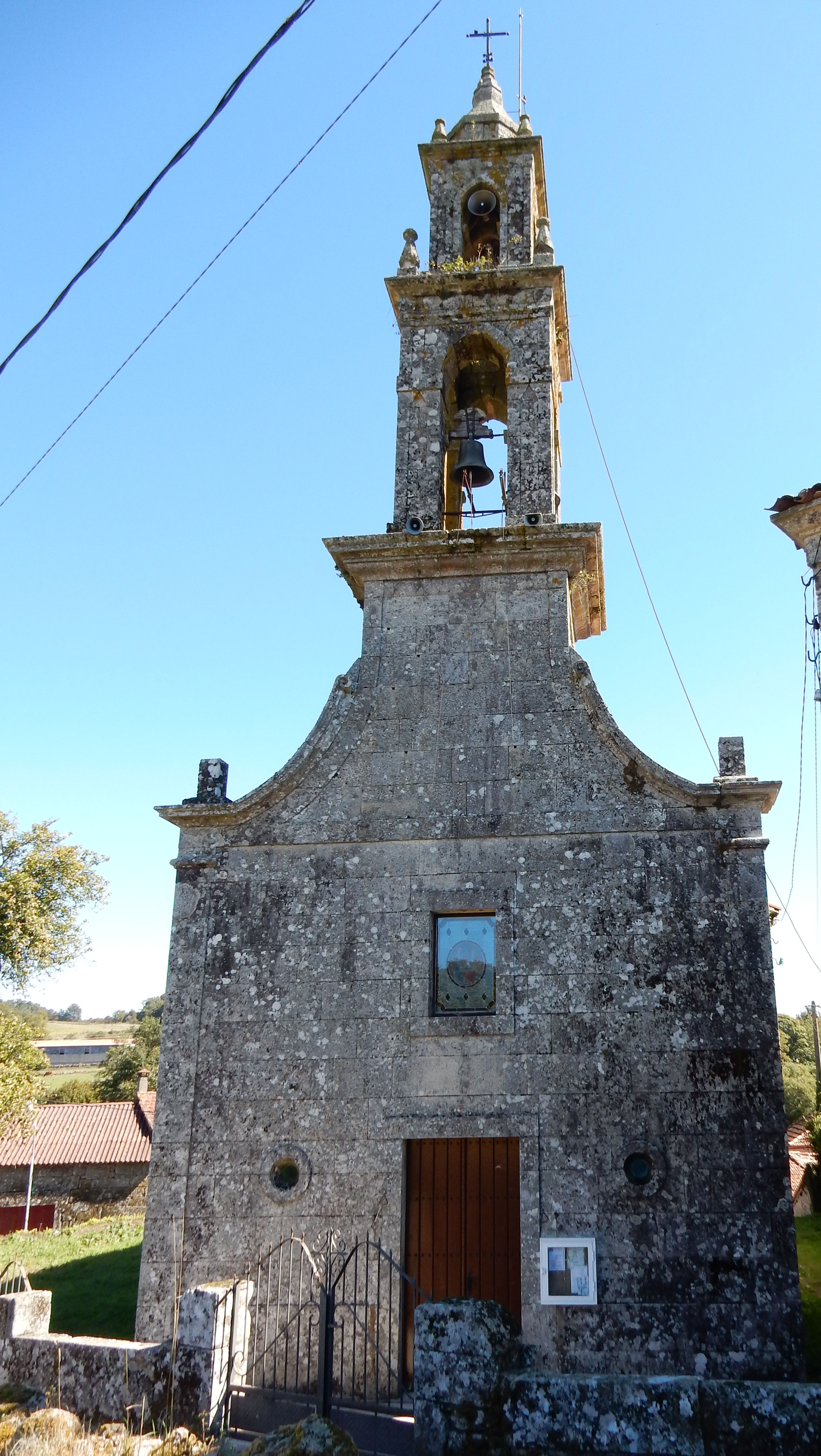
Pfarrkirche Santa Eulalia
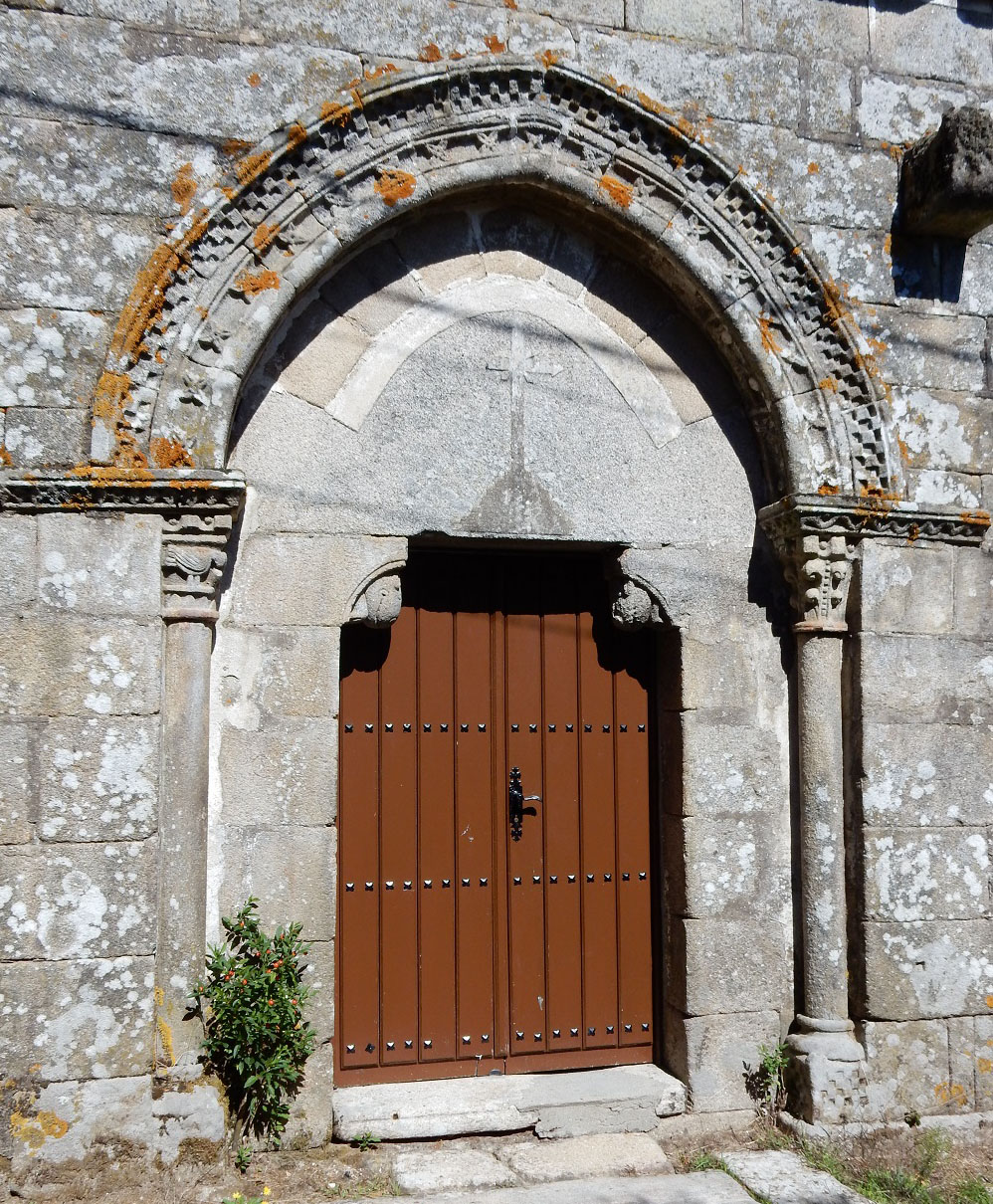
Seitliches Eingangsportal

- Kirche Santiago de Marzas

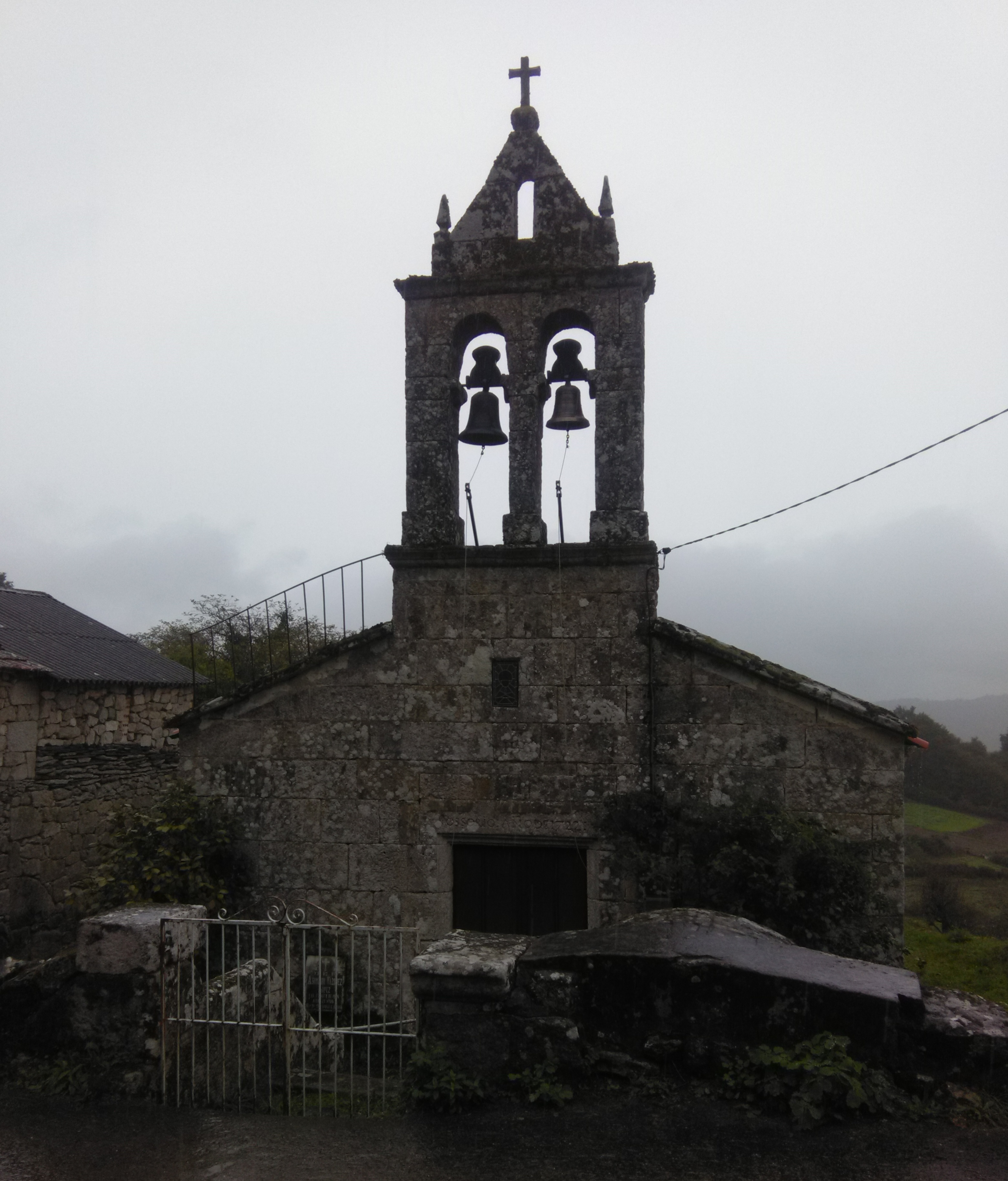
Kirche Santiago de Marzas

Sie zeigt im Inneren einen Triumphbogen und auf dem Sturz der Haupttür erscheint die folgende Inschrift: OSSORIO + AÑO DE 1727.
- Pfarrkirche von Temes

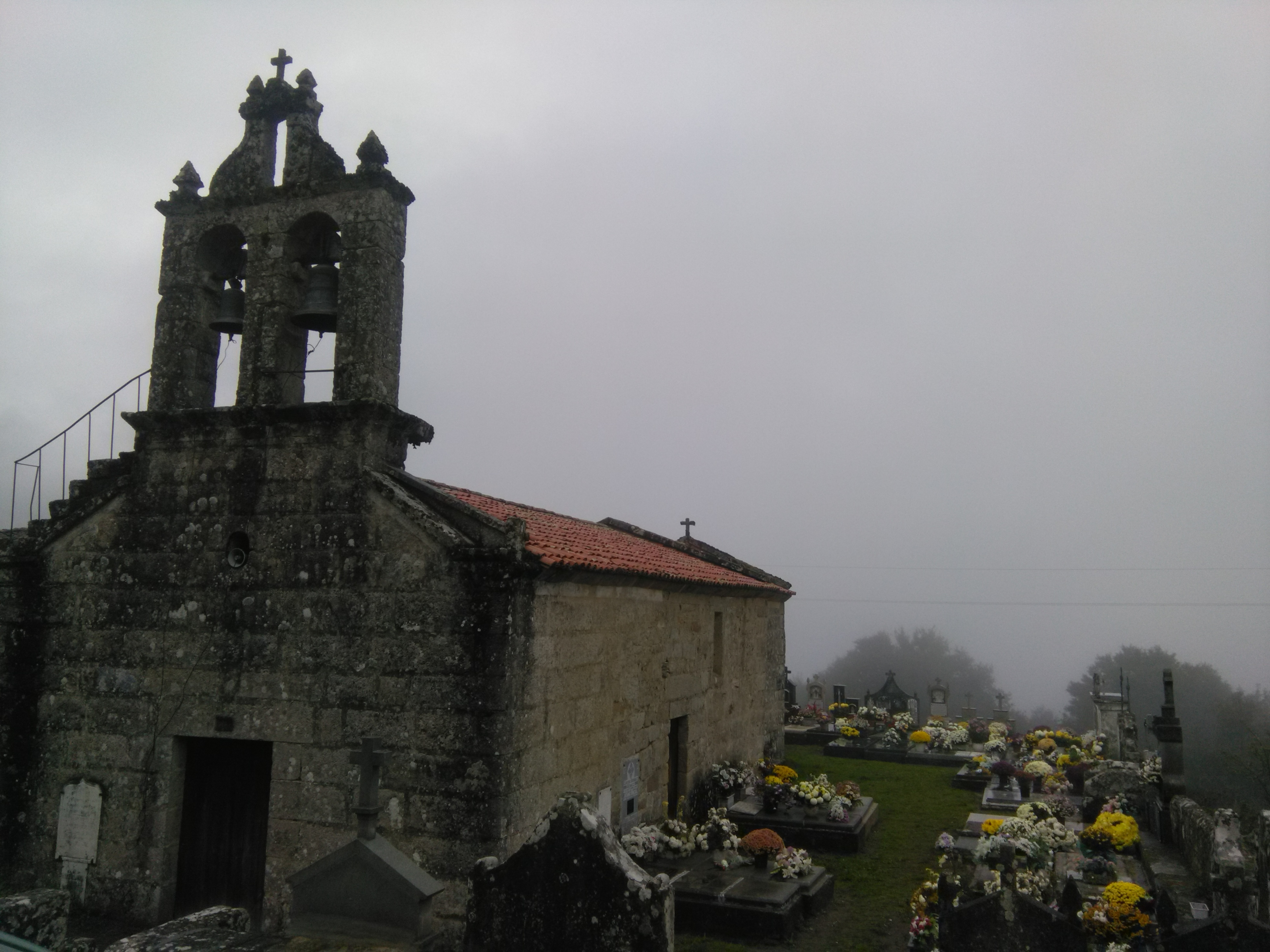
Pfarrkirche von Temes

Der Grabstein zur Erinnerung an die Weihe der Kirche stammt aus dem neunten Jahrhundert. Die Erzählung besagt, dass sie Königin Doña Goto Pombeiro schenkte. Die Kirche birgt einen Sarkophag aus weißem Marmor, ein frühchristliches Werk aus dem vierten Jahrhundert, der in italischen Werkstätten geschaffen wurde und eine Darstellung von Adam und Eva und der Geschichte von Jona zeigt.

### Sonstige
Aus der Jungsteinzeit und der Steinzeit haben sich bis heute Megalithdenkmäler erhalten, die die ältesten Zeugnisse der galicischen Kultur sind. Es gibt viele Castros, die über das gesamte Gebiet von Carballedo verstreut sind. Einige wie die Castros von Santa Mariña do Castro oder San Cristovo de Castro hinterlassen ihre Spuren im Namen des Dorfes, das sie umgeben. Die Mámoas oder Medorras sind ein weiteres Beispiel der Megalithkultur. Sie sind halbkugelförmige Erdhaufen mit einem Steinkranz, den ein Dolmen bedeckte, und die als Sammelgrab dienten. In Carballedo zeichnen sich die Mámoas de Vilar do Monte durch ihre gute Sichtbarkeit aus.

## Wirtschaft
| Ackerbau, Viehzucht und Fischerei                                                  | 190 | 025,20 |
| Industrie                                                                          | 065 | 08,62  |
| Bauwirtschaft                                                                      | 055 | 07,29  |
| Dienstleistungsbetriebe                                                            | 444 | 058,89 |
| Total                                                                              | 754 | 100,00 |
| * Daten aus dem Statistischen Amt für Wirtschaftliche Entwicklung in Galicien, IGE |     |        |

## Verkehr
Die Hauptverkehrsachse ist die Nationalstraße N-540 von Lugo nach Orense, die die Gemeinde von Nord nach Süd durchquert.